# Forte circular

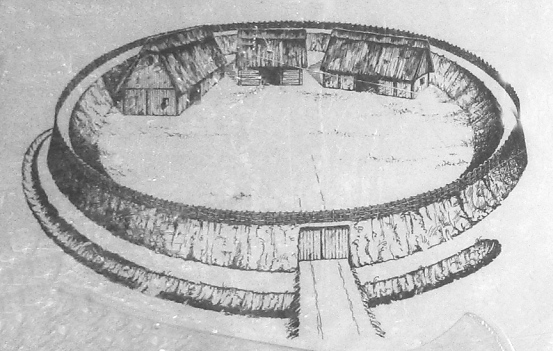
Reconstrução artística de um forte circular.

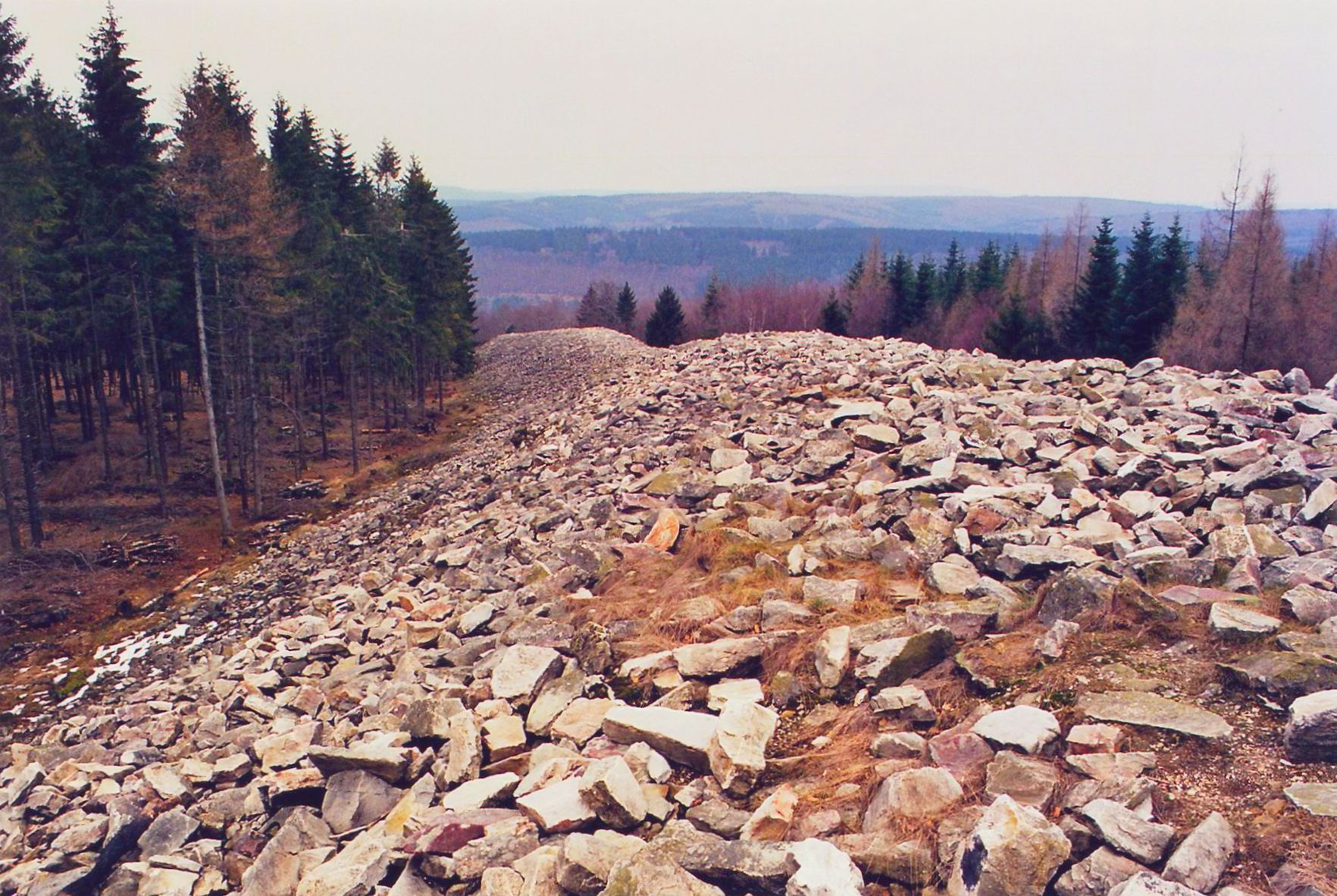
Ruínas do forte circular de Otzenhausen, Alemanha.

Um forte circular é um aterro construído em forma de círculo, usado como fortificação, como castro ou como local religioso.
Este tipo de estrutura apareceu no Neolítico e perdurou até Idade Média.

## Localizações
Foram descobertos fortes circulares na Dinamarca, Estónia, Suécia, Alemanha, Grã-Bretanha, Áustria e Suíça. Também foram descobertas estruturas de um tipo semelhante nos Estados Unidos da América. Os fortes circulares estão, frequentemente, escondidos em bosques e são descobertos através da fotografia aérea. As pesquisas arqueológicas realizadas nas estruturas defensivas e as escavações no interior dos fortes circulares permitame analisar o período em que o sítio foi ocupado, a cerâmica utilizada e o tipo de alimentos consumidos.
Alguns locais onde existem fortes circulares notáveis são:
- Viale Beatrice d'Este, Milão, Itália
- Aggersborg, próximo de Aggersund, Dinamarca;
- Burg, próximo de Celle, Baixa Saxónia, Alemanha;
- Donnersberg, próximo de Rockenhausen, Renânia-Palatinado, Alemanha;
- Castle Dore, Cornualha, Inglaterra;
- Fyrkat, Dinamarca;
- Heidenmauer, próximo de Bad Dürkheim, Alemanha;
- Nanih Waiya (forte circular dos índios Choctaw), condado de Winston, EUA;
- Old Basing, Hampshire, Inglaterra;
- Otzenhausen, Sarre, Alemanha;
- Marienberg, próximo de Nordstemmen, Alemanha
- Trelleborg, Suécia;
- Varbola, Estónia.

## Construção
A caraterística-chave de um forte circular é o aterro que forma o meio primário de defesa da fortificação. Poderia ser construído de várias maneiras: como um simples aterro de terra, como uma estrutura de terra e madeira ou como uma muralha de pedra. Os fortes circulares, frequentemente, dispôem de um fosso à sua volta. O aterro pode ser reforçado defensivamente com uma paliçada de madeira. Frequentemente, eram construídos vários aneis concêntricos de fortificações, que reforçavam a posição contra possíveis atacantes. O interior destes locais mostra evidências de edifícios como salas de audiências, celeiros e outras estruturas secundárias.